# Gewerkschaft der Flugsicherung
Die Gewerkschaft der Flugsicherung e.V. (GdF) wurde im Jahre 2004 gegründet und hat ihren Sitz in Frankfurt am Main. Ihr Organisationsgebiet erstreckt sich auf die Bundesrepublik Deutschland und den Bereich der Europäischen Union. Im Arbeitsrecht sind die vertretenen Berufsgruppen typische Funktionseliten.

## Organisation
Der Organisationsbereich erstreckt sich über alle Betriebe und Unternehmen, in denen der Verkehr von Luftfahrzeugen in der Luft oder am Boden überwacht oder gelenkt wird, oder die mit dieser Tätigkeit in Zusammenhang stehen. Die vertretenden Arbeitnehmer sind überwiegend Fluglotsen, Flugdatenbearbeiter, Vorfeldlotsen, Flugsicherungstechniker und Lehrpersonal, aber auch Verwaltungsangestellte der entsprechenden Betriebe.

Die Gewerkschaft ist in die drei Fachbereiche Flugsicherungsbetriebsdienste (FSBD), Flugsicherungstechnische Dienste (FSTD) und Flugsicherung allgemeine Dienste (FSAD) aufgeteilt, in denen die Mitglieder auf unterster Ebene in "örtlichen Fachbereichsmitgliederversammlungen" zusammengeschlossen sind. Diese wählen für jeweils zwei Jahre eine an ihrer Mitgliederstärke bemessene Anzahl an Delegierten. Aus den Delegierten setzt sich die jährlich stattfindende Bundesfachbereichskonferenz zusammen sowie als oberstes Organ der Gewerkschaft auch die Bundesdelegiertenkonferenz. An der Spitze der GdF steht der von der Bundesdelegiertenkonferenz gewählte Bundesvorstand, der die Geschäfte der Gewerkschaft entsprechend der Satzung sowie den Beschlüssen ihrer Mitglieder führt.

International ist die GdF in zahlreichen Fachverbänden (EASA, IFATCA) als Mitglied oder beratendes Organ vertreten, zur Information der Mitglieder erscheint zweimonatlich die Fachzeitschrift der flugleiter mit einer Auflage von 3.500 Exemplaren.

## Geschichte
Anfangs wurden die Interessen der Flugsicherungsbeschäftigten durch den Verband Deutscher Flugleiter (VDF) und den Verband Deutscher Flugsicherungs-Techniker und -Ingenieure (FTI) über einen Kooperationsvertrag von der Deutschen Angestellten Gewerkschaft (DAG) wahrgenommen.

In den Jahren 2001 und 2002 sahen die in Verbänden VDF und FTI organisierten Mitarbeiter ihre spezifischen Interessen in den Tarifverhandlungen von der DAG (später ver.di) als nicht mehr ausreichend vertreten an. Nach einem als unzureichend angesehenen Tarifvertrag im Jahre 2003 wurde dann die GdF gegründet, die dann nach dem Vorbild der Vereinigung Cockpit die tarifpolitische Unabhängigkeit suchte. Mittlerweile hat die Gewerkschaft in diversen Unternehmen Tarifverträge abgeschlossen.

## Tarifpartner
- Augsburger Flughafen GmbH
- DFS Deutsche Flugsicherung GmbH
- Flughafen Allgäu Airport GmbH & Co KG
- Flughafen Baden Airpark GmbH
- Flughafen Braunschweig-Wolfsburg GmbH
- Flughafen Friedrichshafen GmbH
- Flughafen GmbH Kassel
- Flughafen Frankfurt-Hahn GmbH
- Sonderlandeplatz Hamburg-Finkenwerder GmbH
- Flughafen München GmbH
- Flughafen Paderborn-Lippstadt GmbH
- Fraport AG
- DFS Aviation Services GmbH